# 明日笑っていられるように
『明日笑っていられるように』（あしたわらっていられるように）は、東京プリンとたいせつな仲間たち名義のシングル。avex traxより、2014年4月16日に表題曲の配信開始、同年4月30日にCD販売開始した。東京プリンの「事実上のラスト作品」と位置づけられ、活動に終止符を打った。

## 解説
表題曲の「明日笑っていられるように」のテーマは、東京プリンのメンバーの牧野隆志が闘病中に感じた「笑顔の大切さ」。「今を、そして今日を悔いのないように生きることこそが、明日笑っていられる近道」の牧野の考えに、同じくメンバーの伊藤洋介が感銘。そのことを世の中に伝えたいとしている。
牧野が入院した2013年秋頃から、牧野と伊藤により楽曲の制作開始。当初は『東京プリン』の楽曲として作られていた。病床で「もう1曲出すか」と話していた。デモ曲を聴き「ええやん、ええやん」と牧野は言っていたが、レコーディング直前に牧野の病状悪化により歌えなくなったため、伊藤が牧野の仲間に手紙で呼びかけ、13組が参加。
2014年1月上旬から順次レコーディングを開始。当初は「牧野さんに生きる活力と希望を与えよう」の目的でレコーディングしていたが、楽曲完成前に牧野は死去。完成曲を聴くことはなかった。
CDに添付される歌詞カードは、歌唱者自らの直筆が印刷されている。
2014年4月16日に企画発表および動画配信をスタートした。
カップリングは、デビュー曲の『携帯哀歌』と、1stアルバム『けむたい人』の最終曲の『電車』を収録している。
チャリティ目的で販売され、販売から5年間のCDや音楽配信などで得た収益を、日本対がん協会に寄付する予定にしている。

## 収録曲
- 品番 - AVCD-48981

| 曲順 | 曲名                     | 時間 | 名義                           | 作詞                       | 作曲       | 編曲     | 補足                              |
| ---- | ------------------------ | ---- | ------------------------------ | -------------------------- | ---------- | -------- | --------------------------------- |
| 1    | 明日笑っていられるように | 8:44 | 東京プリンとたいせつな仲間たち | 牧野隆志/伊藤洋介/古市憲寿 | 三宿LOVERS |          |                                   |
| 2    | 携帯哀歌                 | 4:57 | 東京プリン                     | 伊藤洋介                   | 牧野隆志   | 小牟田聡 | 東京プリンのデビュー曲            |
| 3    | 電車                     | 5:30 | 東京プリン                     | 伊藤洋介                   | 牧野隆志   |          | 1stアルバム『けむたい人』の最終曲 |

## 参加アーティスト
エイベックス所属のアーティスト13組(計29名)が参加。曲の最後は、参加アーティスト全員による歌唱およびハミングになっている。リストの順番は歌唱順（キーボードの小室は最後尾）に並べている。
| アーティスト名 | 補足                                                               |
| -------------- | ------------------------------------------------------------------ |
| 伊藤洋介       | 東京プリンのメンバー。複数パート担当                               |
| YU-KI          | TRFのメンバー                                                      |
| 持田香織       | Every Little Thingのメンバー                                       |
| SOLIDEMO       | 2014年のメンバー8名                                                |
| AAA            | 2014年のメンバー7名                                                |
| 倖田來未       |                                                                    |
| misono         |                                                                    |
| hitomi         |                                                                    |
| Dream          | 2014年のメンバー4名                                                |
| 沢尻エリカ     | 2007年11月にERIKA名義で発売された「Destination Nowhere」以来の楽曲 |
| 伴都美子       | Do As Infinityのメンバー                                           |
| 浜崎あゆみ     |                                                                    |
| 小室哲哉       | キーボードによる演奏での参加                                       |

## 補足
1. 1 2  2013年10月1日と6日のブログで食事の飲み込みが思うように出来ないことを訴え[4][5]、同月9日に検査入院[6]、同月11日に食道が閉塞していることが判明[7]、同月16日に胃ろうの手術を行うことが決定[8]し、同月21日に手術を受けた[9]。
2. ↑  2013年12月19日のブログで、リンパへの転移による声帯への影響の可能性により、声が出にくくなったとする書き込みがある[16]。また、2014年1月11日のブログにも声が出にくい旨の書き込みがある[17]。
3. ↑  2014年2月7日に、肺癌による呼吸不全で牧野は亡くなった[19]。